# Eddie Diehl
Eddie Diehl (16 juni 1936 - 20 juni 2017) was een Amerikaanse jazzgitarist.
Diehl, die afkomstig is uit Staten Island, begon zijn loopbaan in het begin van de jaren zestig bij Jack McDuff, hij is bijvoorbeeld te horen op diens album Brother Jack Meets the Boss (1962). Hij werkte daarna met Reuben Wilson, Sonny Stitt, Gene Ammons, George Braith, Byrdie Green, Hammond Smith, Hank Mobley (Thinking of Home, 1970), Al Haig en verschillende musici uit de Latin jazz. In 1965 speelde hij mee op het duo-album van Miriam Makeba en Harry Belafonte dat een Grammy kreeg, de plaat An Evening with Belafonte/Makeba.
Diehl's hoofdberoep was gitaartechnicus. In 1984 ging hij in Poughkeepsie wonen, waar hij ook ging optreden. In 2006 kwam hij met het album Well, Here it Is, waaraan Hank Jones, John Webber en Mickey Roker meewerkten. In 2010 maakte Bart Thrall een documentaire over de gitarist. Zijn tachtigste verjaardag vierde hij met een concert in de New Yorkse jazzclub Smalls. Diehl nam tussen 1961 en 2003 deel aan verschillende opnamesessies, in latere jaren ook met Roswell Rudd en Big John Patton.
Diehl werd 81 jaar oud.